# Синтрон (христианство)
Синтрон (греч. — сопрестолие) — дугообразная скамья для духовенства, примыкающая изнутри к восточной стене алтаря и идущая вдоль стены главной апсиды храма. В некоторых случаях в центре синтрона размещался епископский трон (кафедра) — Горний престол. Сегодня в центре алтарной апсиды православного храма размещается Горнее место. Иногда синтрон отделялся от стены алтаря узким проходом. В византийском храме синтрон был одно-, двух- или многоступенчатым и в виде амфитеатра поднимался вверх от престола к алтарной стене. В связи с развитием иконостаса и сокращением размеров храмов (храмов становилось больше, но размеры их, как правило, сокращались) необходимость в высоком синтроне отпала. К XIV—XV вв. стационарный синтрон практически исчезает. В современной практике его функцию в соответствующий момент литургии исполняют переносные сиденья (стасидии).